# Cloverdale (condado de Pleasants)
Cloverdale (condado de Pleasants) es un área no incorporada ubicada dentro del Distrito B, una división civil menor del condado de Pleasants, Virginia Occidental, Estados Unidos. Está catalogada como un asentamiento humano por la Junta de Nombres Geográficos de los Estados Unidos.
El número de identificación (ID) asignado por el Servicio Geológico de Estados Unidos es 1678504.

## Geografía
Se encuentra a una altitud de 326 metros sobre el nivel del mar (1070 pies) según el conjunto de datos de elevación nacional.